# Cerro Gordo, San Felipe
Cerro Gordo är en ort i Mexiko.   Den ligger i kommunen San Felipe och delstaten Guanajuato, i den centrala delen av landet, 300 km nordväst om huvudstaden Mexico City. Cerro Gordo ligger 2 088 meter över havet och antalet invånare är 156.
Terrängen runt Cerro Gordo är varierad. Runt Cerro Gordo är det ganska glesbefolkat, med 31 invånare per kvadratkilometer. Närmaste större samhälle är San Felipe, 12,7 km söder om Cerro Gordo. Omgivningarna runt Cerro Gordo är i huvudsak ett öppet busklandskap.